# Торошковичи (аэродром)

Торо́шковичи — военный аэродром в Лужском районе Ленинградской области, расположенный возле деревни Торошковичи. В настоящее время не используется.

## История
Аэродром в деревне Торошковичи (другое название Тырково) был построен в 1939 году; имел грунтовое покрытие. В 1939—1941 годах здесь базировались самолёты 50-го бомбардировочного авиаполка, 154-го истребительного авиаполка ВВС РККА.
После оставления территории Красной армией летом 1941 года аэродром использовался немецкой авиацией; здесь базировалась
III группа 2-й штурмовой эскадры люфтваффе, пикирующие бомбардировщики Ju 87, совершавшие налёты на Ленинградский фронт. В составе III группы воевал немецкий лётчик Ганс-Ульрих Рудель, совершивший отсюда 23 сентября 1941 года свой знаменитый налёт на стоявший в Кронштадте линкор «Марат».
У немцев аэродром упоминается, как Тырково (Tyrkovo) или Турково (Turkovo).
5 ноября 1943 года аэродром был приведён в нерабочее состояние партизанской операцией — партизаны Николай Петров и Иван Кононов заминировали лётное поле, после чего был произведён взрыв. Восстановлено лётное поле не было ни немцами (не было в том необходимости — ближе к Ленинграду находились аэродромы Красногвардейск и Сиверский) ни Красной Армией (линия фронта в 1944-м году быстро продвинулась через этот участок и также не возникла надобность в этом аэродроме).